# Отношения Канады и Экваториальной Гвинеи
Отношения Канады и Экваториальной Гвинеи касаются дипломатических отношений между Республикой Экваториальная Гвинея и Канадой.

## История
Экваториальная Гвинея и Канада установили свои отношения в 1968 году, сразу после обретения Экваториальной Гвинеей независимости от Испании. С тех пор как Экваториальная Гвинея приняла французский язык в качестве второго языка в стране в 1989 году, франкоязычный язык стал основным форумом для отношений между двумя странами.
Канада поддерживает верховенство закона в Экваториальной Гвинее и стремится привить ей более демократические ценности прав и свобод человека, поскольку в стране не соблюдаются права человека. Канада поощряет развитие нефтяной промышленности Экваториальной Гвинеи наряду с экономическим развитием самих граждан страны.

## Торговля
Общий объём торговли между Канадой и Экваториальной Гвинеей оценивался в 2018 году в 2,6 млн долларов. Помимо торговли, Канада оказывает гуманитарную помощь жителям Экваториальной Гвинеи (примерно 380 000 долларов США в 2017—2018 годах), а студенты из страны могут учиться в Канаде по специальной программе организации франкоязычных стран.

## Дипломатические представительства
- Канада не представлена в Экваториальной Гвинее на уровне посольств, лишь на консульском уровне через официальное консульство, которое она имеет в Бате[2]. Канада считала свою Верховную комиссию в Абудже, столице Нигерии, над Экваториальной Гвинеей.
- Экваториальная Гвинея не представлена в Канаде ни на уровне посольств, ни на уровне консульств. Экваториальная Гвинея считала своё посольство при ООН в Нью-Йорке в Канаде.